# România la Universiada de vară din 2013
106 de sportivi din România au participat la Universiada de vară din 2013 de la Kazan în cadrul a 9 sporturi.

## Medaliați
| Medalie | Nume              | Sport    | Probă                     |
| ------- | ----------------- | -------- | ------------------------- |
|         | Roxana Bârcă      | Atletism | 5000 m feminin            |
|         | Ștefan Gheorghiță | Lupte    | 84 kg stil liber masculin |
|         | Simona Pop        | Scrimă   | spadă feminin             |
|         | Andreea Ogrăzeanu | Atletism | 100 m feminin             |
|         | Andreea Ogrăzeanu | Atletism | 200 m feminin             |
|         | Carmen Toma       | Atletism | Triplusalt feminin        |

| Eveniment            | Sportivi           | Calificare | Calificare | Semifinală | Semifinală | Finală       | Finală       |
| Eveniment            | Sportivi           | Rezultat   | Loc        | Rezultat   | Loc        | Rezultat     | Loc          |
| -------------------- | ------------------ | ---------- | ---------- | ---------- | ---------- | ------------ | ------------ |
| 800 m                | Cristian Vorovenci | 1:52,31    | 10 C       | 1:48,73    | 9          | Nu a avansat | Nu a avansat |
| 1500 m               | Cristian Vorovenci | 3:47,07    | 13         |            |            | Nu a avansat | Nu a avansat |
| 5000 m               | Adrian Trifan      | 15:00,28   | 22         |            |            | Nu a avansat | Nu a avansat |
| 400 mg               | Attila Nagy        | 50,83      | 9 C        | 54,13      | 15         | Nu a avansat | Nu a avansat |
| 3000 m obstacole     | Alexandru Ghinea   | 8:52,91    | 8 C        |            |            | 8:53,14      | 7            |
| Săritură în înălțime | Alexandru Tufa     | 2,15       | 17         |            |            | Nu a avansat | Nu a avansat |
| Triplusalt           | Adrian Dăianu      | 15,50      | 10 c       |            |            | 15,47        | 11           |
| Aruncarea suliței    | Alexandru Crăescu  | 65,76      | 21         |            |            | Nu a avansat | Nu a avansat |

| Eveniment            | Sportivi           | Calificare | Calificare | Semifinală | Semifinală | Finală        | Finală        |
| Eveniment            | Sportivi           | Rezultat   | Loc        | Rezultat   | Loc        | Rezultat      | Loc           |
| -------------------- | ------------------ | ---------- | ---------- | ---------- | ---------- | ------------- | ------------- |
| 100 m                | Andreea Ogrăzeanu  | 11,46      | 1 C        | 11,50      | 3 C        | 11,41         | 3             |
| 200 m                | Andreea Ogrăzeanu  | 23,63      | 3 C        | 23,31      | 3 C        | 23,10         | 3             |
| 1500 m               | Florina Pierdevară | 4:21,85    | 9          |            |            | Nu a terminat | Nu a terminat |
| 5000 m               | Roxana Bîrcă       |            |            |            |            | 15:39,76      | 1             |
| 5000 m               | Cristiana Frumuz   |            |            |            |            | 16:39,07      | 8             |
| Săritura în lungime  | Cornelia Deiac     | 6,42       | 3 C        |            |            | 6,36          | 4             |
| Săritura în lungime  | Cristina Sandu     | 6,27       | 10 C       |            |            | 6,20          | 10            |
| Triplusalt           | Carmen Toma        | 13,71      | 2 c        |            |            | 14,14         | 3             |
| Aruncarea ciocanului | Bianca Perie       |            |            |            |            | 68,94         | 5             |
| Aruncarea ciocanului | Judith Nagy        |            |            |            |            | Nu a terminat | Nu a terminat |

| Atlet           | Eveniment | Final  | Final  | Final  | Final  | Final  | Final  | Final   | Final |
| Atlet           | Eveniment | Aparat | Aparat | Aparat | Aparat | Aparat | Aparat | Total   | Rank  |
| Atlet           | Eveniment | P      | CM     | I      | S      | BP     | BO     | Total   | Rank  |
| --------------- | --------- | ------ | ------ | ------ | ------ | ------ | ------ | ------- | ----- |
| Andrei Muntean  | Team      | N/A    | 13.600 | 14.900 | N/A    | 15.500 | 13.850 | N/A     | N/A   |
| Ovidiu Buidoso  | Team      | 13.700 | 14.550 | N/A    | N/A    | N/A    | 13.650 | N/A     | N/A   |
| Marius Berbecar | Team      | N/A    | N/A    | N/A    | 14.650 | 14.600 | N/A    | N/A     | N/A   |
| Cristian Bataga | Team      | 14.250 | 14.750 | 14.200 | 14.500 | 14.050 | 13.559 | N/A     | N/A   |
| Vlad Cotuna     | Team      | 13.800 | 12.750 | 14.300 | 14.200 | 14.700 | 13.150 | N/A     | N/A   |
| Total           | Team      | 41.750 | 42.900 | 43.400 | 43.350 | 44.800 | 41.050 | 257.250 | =7    |

| Atlet                                              | Eveniment                       | Căldură | Căldură | Semifinal    | Semifinal    | Final        | Final        |
| Atlet                                              | Eveniment                       | Timp    | Rank    | Timp         | Rank         | Timp         | Rank         |
| -------------------------------------------------- | ------------------------------- | ------- | ------- | ------------ | ------------ | ------------ | ------------ |
| Marius Radu                                        | 200 m freestyle                 | 1:52.90 | 26      | Nu a avansat | Nu a avansat | Nu a avansat | Nu a avansat |
| Alin Artimon                                       | 200 m freestyle                 | 1:54.44 | 35      | Nu a avansat | Nu a avansat | Nu a avansat | Nu a avansat |
| Alin Artimon                                       | 400 m freestyle                 | 3:58.46 | 21      |              |              | Nu a avansat | Nu a avansat |
| Daniel Macovei                                     | 100 m spate                     | 57.66   | 33      | Nu a avansat | Nu a avansat | Nu a avansat | Nu a avansat |
| Alin Coste                                         | 50 m fluture                    | 25.31   | 36      | Nu a avansat | Nu a avansat | Nu a avansat | Nu a avansat |
| Alin Artimon Marius Radu Alin Coste Daniel Macovei | Bărbați 4 x 100 metri freestyle | 3:23.60 | 12      |              |              | Nu a avansat | Nu a avansat |

| Atlet             | Eveniment | Smulge   | Curat & Smucitură | Total | Rank |
| Atlet             | Eveniment | Rezultat | Rezultat          | Total | Rank |
| ----------------- | --------- | -------- | ----------------- | ----- | ---- |
| Razvan Nicoara    | 69 kg     | 133      | 162               | 295   | 8    |
| George Purice     | 69 kg     | 115      | 140               | 255   | 12   |
| Alexandru Rosu    | 77 kg     | 151      | 183               | 334   | 7    |
| Florin Olteanu    | 77 kg     | NM       | DNF               | DNF   | DNF  |
| Gabriel Sîncrăian | 85 kg     | 155      | 191               | 346   | 4    |
| Stefan Turcan     | 85 kg     | 120      | 155               | 275   | 14   |

| Atlet           | Eveniment | Smulge   | Curat & Smucitură | Total | Rank |
| Atlet           | Eveniment | Rezultat | Rezultat          | Total | Rank |
| --------------- | --------- | -------- | ----------------- | ----- | ---- |
| Dana Berchi     | 53 kg     | 81       | 101               | 182   | 6    |
| Georgiana Tites | 58 kg     | 80       | 91                | 171   | 11   |

| Atlet             | Eveniment | Runda de 32               | Runda de 16                | Sfert de finală     | Semifinal             | Recalificări 1    | Recalificări 2    | Final / BM                   | Final / BM |
| Atlet             | Eveniment | Opoziție Rezultat         | Opoziție Rezultat          | Opoziție Rezultat   | Opoziție Rezultat     | Opoziție Rezultat | Opoziție Rezultat | Opoziție Rezultat            | Rank       |
| ----------------- | --------- | ------------------------- | -------------------------- | ------------------- | --------------------- | ----------------- | ----------------- | ---------------------------- | ---------- |
| George Bucur      | 66 kg     | Antonio Vera Ortega W 4-0 | Saba Javad Bolaghi L 1-3   | Nu a avansat        | Nu a avansat          | Nu a avansat      | Nu a avansat      | Nu a avansat                 | 11         |
| Stefan Gheorghita | 84 kg     | Stephane Marczinski W 4-0 | Amarhadshi Magomedov W 4-1 | Piotr Ianulov W 3-1 | Umidjon Ismanov W 3-1 | -                 | -                 | Shamil Kudiyamagomedov W 3-1 | 1          |